# Brunneria (rechtvleugeligen)
Brunneria is een geslacht van rechtvleugeligen uit de familie veldsprinkhanen (Acrididae). De wetenschappelijke naam van dit geslacht is voor het eerst geldig gepubliceerd in 1897 door McNeill.

## Soorten
Het geslacht Brunneria omvat de volgende soorten:
- Brunneria brunnea Thomas, 1871
- Brunneria shastana Scudder, 1880
- Brunneria yukonensis Vickery, 1969